# Марија Сибила Меријан
Марија Сибила Меријан била је швајцарска природњакиња и научна илустраторка која је проучавала биљке и инсекте и илустровала их у детаљима. Њена пажљиво запажања и документација о метаморфози лептира учинила су је познатом. Марија Сибила Меријан је рођена 2. априла 1647. у Франкфурту, тада слободном граду Светог римског царства у породици швајцарског издавача Матеуса Меријана Старца. Њен отац је умро три године касније, а мајка јој се опет удала за сликара Јакоба Марела. Он ју је привукао да слика. У тринаестој години, већ је почела да слика прве илустрације инсеката и биљака.
"У мојој младости сам провела своје време истражујући инсекте. На почетку сам почела са свиленим црвима у мом родном граду Франкфурту. Тада сам схватила да гусенице производе предивне лептире, а да свилене бубе раде исто. Ово ме је навело да прикупим све гусенице које могу да пронађем како би видели како су се промениле". (Предговор из „Метаморфоза инсеката Суринама“)
Године 1665. удала се за Јохана Андреаса Графа из Нирнберга. Његов отац је био песник и директор једне локалне школе, једне од водећих у Немачкој у 17. веку. Две године касније добила је сина, Јохана Хелена и преселила се у Нирнберг.
Марија Сибила Меријан је објавила прву књигу научних илустрација , назива Neues Blumenbuch, 1675. године када је имала 28 година.
После 8 година сликања и учења, 1699. године , на иницијативу Корнелиса ван Ерсена ван Зомелздика, тадашњег гувернера холандске колоније Суринам, град Амстердам је наградио Марију грантом за путовање у Јужну Америку са њеном ћерком Доротеом. 

Њено путовање , описано као научна експедиција, чини Марију вероватно првом особом "која је испланирала путовање на основу научних циљева. " 
После две године проведене на путовању , због маларије је морала да се врати у Европу.
По повратку у Европу, објављује своје велико дело , Metamorphosis insectorum Surinamensium ,1705. године , због ког је и постала позната у свету илистрација. 
По повратку у Европу, објављује своје велико дело ,  1705. године , због ког је и постала позната у свету илистрација. Због њеног пажљивог и детаљног приступа описивању и цртању метаморфозе  код лептира, сматра се по мишљењу Дејвида Атенбороуа, за једну од најбитнијих личности које су допринеле бољем познавању и развоју ентомологије.
Била је водећи ентомолог  свог времена и открила је бројне чињенице о животу инсеката кроз рад на својим истраживањима.

## Суринам
Године 1669. Меријан је отпутовала у Суринам где је наставила своје радове.
Радила је путујући и скицирајући локалне животиње и биљке. Такође је критиковала начин на који су се људи опходили према црначким робовима. Она је забиљежила локална имена за биљке и животиње. Две године касније епидемија малерије ју је натерала да се врати у Холандију.
У Холандији је продавала примерке које је сакупила и објавила је збирку о животу у Суринаму. 1705. је објавила књигу "Metamorphosis Insectorum Surinamensium" о метаморфозама инсеката у Суринаму.
Године 1715. претрпела је мождани удар и делимично је парализована. Болест је утицала на њену способност за рад.
Марија Сибила Меријан умире у Амстердаму 1717. године. Њена ћерка Доротеа је објавила мајчину књигу "Erucarum Ortus Alimentum et Paradoxa Metamorphosis".

## Рад
Меријан је радила као ботаничка уметница. Имала је живе примерке инсеката које је проучавала и пажљиво скицом приказивала метаморфозу. Карајем двадесетог века њени радови су објављени и коначно је постала призната научница.
У своје време, то је било врло необично да неко може бити истински заинтересовани за инсекте, који су имали лошу репутацију и да су колоквијално назван „звери ђавола“. Као последица њиховог угледа, метаморфоза ових животиња је углавном непозната. Меријан описао живот циклусе 186 врста инсеката, нагомилавали су се докази да је у супротности са тадашњом идејом да су инсекти "рођени од блата“ спонтаном генерацијом.
Рад који је Марија Сибила Меријан објавила "Der Raupen wunderbare Verwandlung und sonderbare Blumennahrung -- The Caterpillars' Marvelous Transformation and Strange Floral Foodбила" била је веома популарна у одређеним деловима високог друштва као резултат тога што је објављена на народном језику. Међутим, приметно је да је њен рад је у великој мери игнорисан од стране научника тадашњег времена, јер званични језик науке је латински. 
Њен рад је сврстава међу један од првих натуралиста да су посматрали инсекте директно. Овај приступ је дала много бољи увид у њихове животе и био је у супротности са начином на који већина научника радила у то време.